# Moravský bělohlávek
Moravský bělohlávek, též moravský voláč bělohlávek či voláč bělohlávek, je plemeno holuba domácího pocházející z Hané na Moravě. Je to středně velký holub se vzpřímenou postavou a velkým voletem, který je typický špičatou chocholkou na hlavě a zbarvením: je celý barevný, jen hlava je bílá a hranice bílé barvy vede od koutků zobáku v mírném obloučku k týlu, přičemž se dotýká dolního okraje obočnice. Moravský bělohlávek je ohrožené, vzácné plemeno, v roce v roce 2012 bylo v České republice chováno pouze 288 ptáků. V seznamu plemen EE a v českém vzorníku plemen náleží do plemenné skupiny voláčů a to pod číslem 0321.
Moravský bělohlávek patří mezi nejstarší česká plemena holubů. Na Hané se prokazatelně choval už v 50. letech 19. století. Vyskytoval se především v okolí Kroměříže, Kojetína a Přerova. Původní název plemene zněl hanácký lysák volatý. Už na začátku 20. století byl ze značné míry vytlačen moravským pštrosem a českým stavákem a od té doby zůstává vzácným plemenem. Jeho chovatelé jsou organizováni v Klubu moravských voláčů sedlatých a moravských bělohlávků, který byl založen v roce 1958.
Je to silný, středně velký holub se vzpřímenou postavou. Délka těla samce je 38-40 cm, holubice jsou menší, 36-38 cm dlouhé. Tělesná stavba je harmonická, i když se jedná o mohutnějšího ptáka s širší hrudí. Držení těla je vzpřímené pod úhlem 45° a přední část těla (od nohou k hlavě) tvoří 2/3 délky holuba. Hlava je středně velká, stejně tak zobák je střední velikosti, s nevýrazným ozobím. Oči jsou výrazné, vždy tmavé barvy, černé, červené a žluté barevné rázy mají oči ohraničené červenou obočnicí, u ostatních barev je obočnice šedivá. Hlava je v záhlaví zdobená špičatou chocholkou. Krk je držený v linii těla a je velmi dlouhý, čímž vytváří prostor pro hruškovité vole. To je přiměřeně vyvinuté, souměrné, ve své dolní části jen mírně podvázané, v horní části je široké a dobře přitažené pod zobákem. Hruď bělohlávka je široká, hrudní kost dlouhá, křídla jsou silná, dobře přitažená k tělu. Kryjí celá dlouhá záda, lehce spočívají na ocase a jejich letky se nekříží. Ocas pokračuje v linii hřbetu, je přiměřeně dlouhý, ale nedotýká se země. Nohy jsou středně dlouhé, běháky a prsty jsou neopeřené.
Moravský bělohlávek je typický svým zbarvením. Je celobarevný, jen hlava je bílá. Přechod mezi bílým a barevným opeřením je vymezen křivkou, která probíhá od koutku zobáku přes dolní okraj obočnic až do záhlaví, chocholka je již barevná. Chová se množství barevných i kresebných rázů.

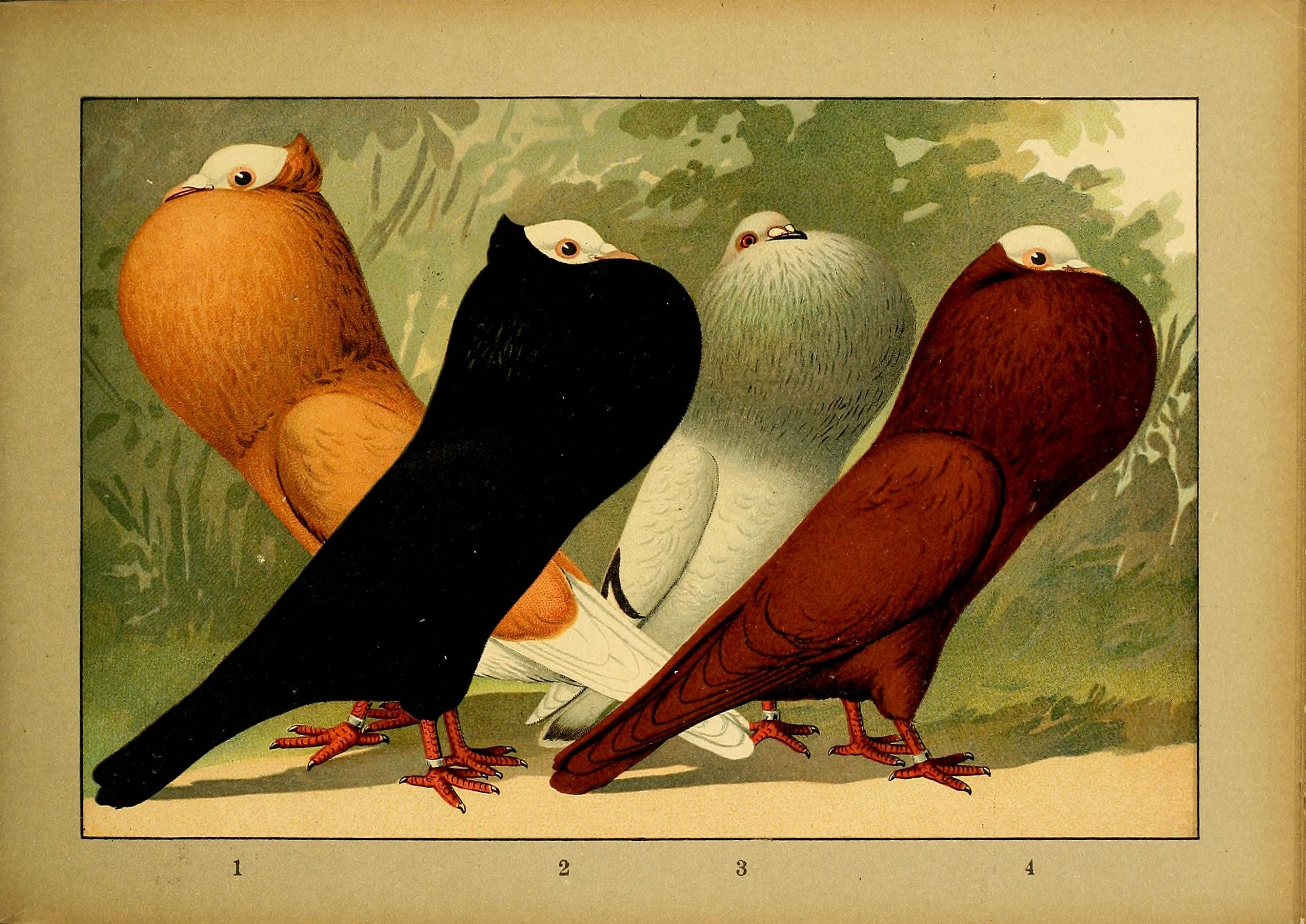
Srovnání podobných plemen holubů: moravský bělohlávek zcela vlevo, dále durynský voláč a slezský voláč modrý pruhový a červený lysý zcela vpravo

Mezi podobná plemena patří slezský voláč lysý, u kterého však barevné rozhraní bílého a barevného peří probíhá středem očí a který nemá chocholku, slovenský voláč, u kterého barevné rozhraní bílého a barevného peří na hlavě probíhá až pod očima, který má navíc bílé letky a také nemá chocholku, a durynský voláč lysý, který se od moravského bělohlávka liší prakticky jen rozdílným průběhem rozhraní barev, u durynského voláče prochází až pod okem. Je to právě durynský voláč, který moravského bělohlávka z českých chovů po Sametové revoluci definitivně vytlačil.
Na chov je moravský bělohlávek snadný, je nenáročný, plodný a je schopný polaření, tzn. má-li příležitost, zalétává sám za potravou do polí.